# John Kucera
John Kucera (Calgary, 17 september 1984) is een Canadees voormalig alpineskiër. Hij was allrounder met een voorkeur voor de snelheidsdisciplines afdaling en super G. In 2009 werd hij verrassend wereldkampioen op de afdaling.

## Carrière
Kucera maakte zijn debuut in de wereldbeker in november 2004 in Lake Louise, hij werd 36e in zijn eerste wereldbekerafdaling, maar raakte een dag later niet aan de finish in de Super G. In januari 2005 haalde hij voor het eerst wereldbekerpunten toen hij bij de combinatiewedstrijd in Wengen 12e werd.
In het seizoen 2004/05 won Kucera het algemeen klassement van de Nor-Am Cup, en won ook de disciplinesklassementen afdaling en super G.
Zijn enige wereldbekerzege tot nu toe haalde hij op de super G van Lake Louise in 2006.
De zege van Kucera in de afdaling van de wereldkampioenschappen alpineskiën 2009 was zonder meer verrassend te noemen, bij wereldbekerwedstrijden in de afdaling was hij nog nooit hoger geëindigd dan plaats 7. Hij zette weliswaar een goede race neer, maar kon ook optimaal profiteren van zijn startnummer 2. Vele favorieten met hogere startnummers hadden slechter zicht door de opkomende mist. Enkel Didier Cuche kwam net nog in de buurt van Kucera, maar strandde uiteindelijk op 0,04 seconden van goud.

## Belangrijkste resultaten

### Wereldkampioenschappen junioren
| Jaar | Plaats          | Resultaten                                              |
| ---- | --------------- | ------------------------------------------------------- |
| 2003 | Serre Chevalier | 10e super-G DNF(2) reuzenslalom                         |
| 2004 | Maribor         | 12e afdaling 20e super-G DNF(1) reuzenslalom 15e slalom |

### Wereldkampioenschappen
| Jaar | Plaats      | Resultaten                                                      |
| ---- | ----------- | --------------------------------------------------------------- |
| 2005 | Bormio      | 25e super-G 9e combinatie 16e afdaling                          |
| 2007 | Åre         | 30e super-G 32e supercombinatie 31e afdaling 12e reuzenslalom   |
| 2009 | Val d'Isère | afdaling · 6e super-G · 44e reuzenslalom · DNS2 supercombinatie |

### Olympische Winterspelen
| Jaar | Plaats | Resultaten                              |
| ---- | ------ | --------------------------------------- |
| 2006 | Turijn | 27e afdaling 17e combinatie 22e super-G |

### Wereldbeker

#### Wereldbekeroverwinningen (1)
| #  | Datum            | Plaats      | Discipline |
| -- | ---------------- | ----------- | ---------- |
| 1. | 26 november 2006 | Lake Louise | super-G    |

#### Eindklasseringen
| Seizoen   | Algm | AD  | RS  | SG    | SC  |
| --------- | ---- | --- | --- | ----- | --- |
| 2004/2005 | 100e | 52e | -   | 51e   | 12e |
| 2005/2006 | 81e  | 49e | -   | 37e   | 24e |
| 2006/2007 | 23e  | 38e | 15e | Brons | 22e |
| 2007/2008 | 13e  | 17e | 10e | 12e   | 31e |
| 2008/2009 | 24e  | 19e | 50e | 9e    | 13e |
| 2009/2010 | 99e  | 34e | -   | -     | -   |
| 2012/2013 | 113e | -   | -   | 36e   | -   |